# Кулен (ковбаса)
Кулен (серб. кулен, сербохорв. kulen або kulin) — копчена ковбаса зі свинини з рясним додаванням паприки і деяких інших прянощів. Широко поширена у Воєводині (Сербія), Славонії і Барані (Хорватія). «Сремський кулен» і «баранский кулен» є зареєстрованими в ЄС продуктами з найменуванням, контрольованим за географічним походженням, а «Славонський кулен» з 2007 року є офіційно визнаним елементом нематеріальної культурної спадщини Хорватії. Через складність і тривалий період виробництва делікатесу, завдяки високим смаковим якостям, страва вважається виключно святковою і подається на головні сімейні свята: Новий рік, Великдень, весілля, ювілеї, хрещення дітей тощо.

## Сремський кулен
Сремський кулен — традиційна домашня ковбаса сербського краю Воєводина, рецепт якої (головним чином, види та об'ємні співвідношення прянощів) індивідуальний у кожної сім'ї, також і у кожного промислового виробника. Перша письмова згадка про цей делікатес сербською мовою міститься у довіднику, виданому в 1852 році у Відні. Походження слова відносять до грецького «κόλον» — товста кишка. Вперше реєстрація знака «Сремський кулен», захищеного за географічним походженням, відбулася в 1992 році, але стосувалася вона тільки продукції, що виготовляється в промислових обсягах на заводі в місті Шид. Соціально-економічні умови в країні 2000—2010 років призвели до закриття підприємства-виробника м'ясного делікатесу. Це зумовило необхідність перегляду Міністерством сільського господарства Сербії вимог і нормативів до виготовлення продукту, які дозволили дрібним кустарним виробникам пропонувати на ринку свій товар під відомою маркою, але, при цьому, жорстко регламентували процес його виготовлення. Новий стандарт передбачає такий склад вихідної сировини: свинина I категорії — 95 % (раніше 85 %), сало 5 % (раніше-15 %). Крім того, до загальної маси отриманого фаршу повинні бути додані 2,6 % кухонної солі і 1,5 % паприки. Перемелений і вимішаний фарш повинен містити шматки м'яса розміром не більше 13 мм Напівфабрикат формується в натуральну оболонку діаметром 10-11 сантиметрів і вагою від 1,6 до 1,8 кг. У першу добу проводиться інтенсивне копчення в спеціальних камерах, потім протягом п'яти днів відбувається обробка так званим «холодним димом». Далі продукт витримується 60 днів при температурі 12 градусів у вентильованому приміщенні. При дотриманні технології втрата початкової ваги готової ковбаси повинна становити 45 %. У домашніх умовах в продукт додають цибулю, часник, цукор, ром. Копчення може відбуватися до 3 місяців, а дозрівання — до півроку.
Із 1999 року в Сремі (спочатку в Сремській Митровиці, пізніше — в Ердевіку) організований щорічний фестиваль під назвою «Сремська куленіада» (серб. Сремска Куленијада), під час якого відбуваються гастрономічні змагання виробників ковбаси, місцевого вина, а також різноманітні музичні заходи.

## Баранський кулен
Баранский кулен — продукт місцевої кухні Барані, географічної області Хорватії на кордоні з Угорщиною. Рецепт такого кулену відомий понад сто років. Тут його також готують з дрібно рубаної свинини з паприкою. Головною особливістю рецепту є додавання часнику. Після помелу фарш набивають у натуральну оболонку із сліпої кишки свиней і формують ковбасу. Зазвичай її довжина складає близько 30 см, а діаметр близько 10 см. Напівфабрикат коптять при низькій температурі декілька місяців, а після витримують в провітрюваному приміщення ще до півроку. Оскільки кулен у домашніх умовах роблять восени, повністю готовим він може вважатися тільки наступного літа. На зрізі ковбаса має бути яскраво-червоного кольору. Пряна на смак, із вираженим тоном паприки на старті і часнику в післясмаку.
Реєстрація найменування «баранський кулен», контрольованого за географічним походженням, тривала з серпня 2010 року до 2015 року, коли спеціальна комісія ЄС остаточно зафіксувала цей статус. Основні виробники розташовані у місті Білий Манастир і селищах Билє, Ягодняк, Кнежеві Виногради та інших.

## Славонський кулен

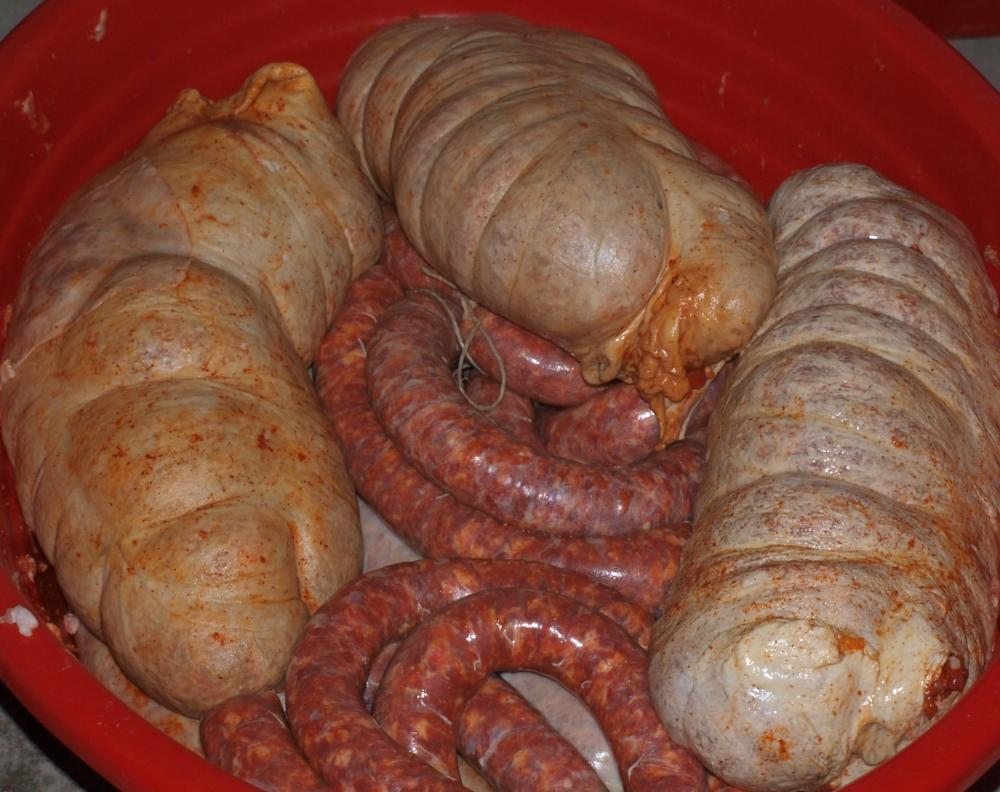
Напівфабрикат славонського кулену

Ще один споріднений сирокопчений делікатес зі свинини. Його виробництво в цілому схоже з описаними вище, але має деякі відмінності: у свинячу нарізку додають не лише перець і часник, але і цибулю. Після того, як підготовленим фаршем наповнили натуральну оболонку, напівфабрикат витримують у підсоленій воді п'ять—вісім днів, а потім просушують і коптять від трьох до чотирьох тижнів до набуття продуктом жовто-коричневого кольору і характерної тугої еластичної консистенції. Після копчення ковбаси поміщають на горище або в інше прохолодне приміщення. Дозріває делікатес від п'яти до семи місяців. Зрілий Славонський кулен зовні має темно-коричневий або навіть чорнуватий відтінок, іноді покритий сухою білою пліснявою. Зріз має відтінки від світло до темно-червоних, гладку і блискучу структуру. На смак ковбаса помірно солона. Гострота, залежно від виробника, коливається від середньої до дуже пекучої, хоча існує багато місцевих варіантів рецептури і способів приготування традиційного Славонського кулену, які надають кожному конкретному продукту унікальність і специфічність.